# Речица (Могилёвская область)
Речица (бел. Рэчыца) — агрогородок в Чериковском районе Могилёвской области Белоруссии. Административный центр Речицкого сельсовета.

## География
Агрогородок находится в восточной части Могилёвской области, в пределах Оршанско-Могилёвской равнины, при автодороге Р43, на левом берегу реки Волчес, на расстоянии примерно 8 километров (по прямой) к северо-востоку от Черикова, административного центра района. Абсолютная высота — 147 метров над уровнем моря.

## История
В конце XVIII века деревня входила в состав Мстиславского воеводства Великого княжества Литовского.
Согласно «Списку населённых мест Могилёвской губернии» 1910 года издания населённый пункт входил в состав Комаровичской волости Чериковского уезда Могилёвской губернии. В деревне имелось 46 дворов и проживало 370 человек (186 мужчин и 184 женщины).

## Население
По данным переписи 2009 года, в агрогородке проживало 438 человек.